# Леонтьев, Алексей Николаевич (психолог)
Алексе́й Никола́евич Лео́нтьев (5 (18) февраля 1903, Москва, Российская империя — 21 января 1979, Москва, РСФСР, СССР) — советский психолог, философ

, педагог и организатор науки. Занимался проблемами общей психологии (эволюционное развитие психики; память, внимание, личность и др.) и методологией психологического исследования. Доктор педагогических наук (1940), действительный член АПН РСФСР (1950), первый декан факультета психологии Московского государственного университета. Лауреат медали К. Д. Ушинского (1953), Ленинской премии (1963), Ломоносовской премии I степени (1976), почётный доктор Парижского и Будапештского университетов. Почётный член Венгерской АН.
Ученик и редактор работ Л. С. Выготского, один из лидеров Харьковской психологической школы, создатель теории деятельности.

## Биография
Родился в семье мещан Леонтьевых 5 февраля. Окончив Первое реальное училище (точнее, «единую трудовую школу»), поступил на факультет общественных наук МГУ, который окончил в 1924 году. Среди его учителей того времени: Г. И. Челпанов и Г. Г. Шпет. По окончании университета был оставлен при Психологическом институте для подготовки к профессорской деятельности, на это время пришлось смещение с поста директора основателя Института Г. И. Челпанова. По приводимым А. А. Леонтьевым воспоминаниям отца, сам Челпанов, принявший Леонтьева в «аспирантуру», посоветовал ему оставаться там после этой смены. Среди коллег Леонтьева в Институте в этот период: Н. А. Бернштейн, А. Р. Лурия, в соавторстве с которым было выполнено несколько ранних исследований, П. П. Блонский, позднее — Л. С. Выготский.
С 1925 года А. Н. Леонтьев работал под руководством Выготского над культурно-исторической теорией, конкретнее — над проблемами культурного развития памяти. Отражающая эти исследования книга «Развитие памяти: Экспериментальное исследование высших психологических функций» издана в 1931 году.
- С конца 1931 года — заведующий отделом в секторе психологии Украинской психоневрологической академии (до 1932 года — Украинский психоневрологический институт) в Харькове.
- 1933—1938 годы — заведующий кафедрой Харьковского педагогического института.
- С 1941 года — на правах сотрудника Института психологии — профессор МГУ (с декабря 1941 г. в эвакуации в Ашхабаде).
- 1943 год — заведовал научной частью в восстановительном госпитале (с. Коуровка, Свердловская область), с конца 1943 г. — в Москве.
- Член-корреспондент АПН РСФСР с 8 сентября 1945 г[3].
- 1947 год — кандидат на вступление в ВКП(б).
- 1948 год — член ВКП(б) (с 1952 года — КПСС).
- 1950 год — действительный член АПН РСФСР (с 1968 года — АПН СССР). Академик-секретарь Отделения психологии (1950—1957), вице-президент академии (1959—1961).
- С 1951 года — заведующий кафедрой психологии философского факультета МГУ.
- 1966 год — основывает факультет психологии МГУ и руководит им более 12 лет. На здании факультета размещена мемориальная доска.
- В 1976 году открыта лаборатория психологии восприятия, которая действует и по сей день.
- 21 января 1979 года — умер в Москве. Похоронен на Кунцевском кладбище[4].

### Семья
- Сын — психолог, лингвист А. А. Леонтьев.
  - Внук — психолог Д. А. Леонтьев.

## Научная деятельность
Научный вклад А. Н. Леонтьева связан с программой построения культурно-исторической психологии, которая стала сквозной темой его научного творчества. Первые этапы научной биографии связаны с исследованиями по демонстрации принципов этого подхода на материале памяти и волевой регуляции. При этом с 1930-х годов его версия решения поставленных Л. С. Выготским задач оформилась как относительно самостоятельное направление — общепсихологическая теория деятельности.
Леонтьев известен как экспериментатор и теоретик, работавший в широком круге проблем — от восстановления движений, педагогики и зоопсихологии до проблем формирования личности и философских аспектов психологии.
Докторская диссертация 1940 года была посвящена развитию психики в филогенезе (книга «Проблемы развития психики»). А. Н. Леонтьев предложил свою классификацию стадий этого развития (элементарная сенсорная психика, перцептивная психика и стадия интеллекта) и обосновал критерии анализа психики и сознания.
Харьковская психологическая группа под его руководством известна плеядой исследований детского развития, игры, саморегуляции на основе анализа становления психических процессов ребёнка как субъекта деятельности.
С 1960-х годов А. Н. Леонтьев обращается к проблеме личности, обобщив свои идеи в монографии 1975 года «Деятельность. Сознание. Личность». В это же десятилетие он активно занимается проблемами восприятия. В частности, Леонтьев обосновывал систему категорий для анализа сознания: чувственная ткань, предметное значение и личностный смысл. Среди его учеников, разрабатывающих проблемы личности и сознания: А. Г. Асмолов, В. Ф. Петренко, Ф. Е. Василюк, Ю. Б. Гиппенрейтер, Б. М. Величковский, В. В. Столин, С. Б. Новосёлова, Б. С. Братусь и др.
Критики обсуждают тот факт, что Леонтьев участвовал в типичных для своего времени дискуссиях об идеологических основаниях советской психологии. При его активном участии прошёл ряд психологических дискуссий, в которых отстаивалась точка зрения, что психика формируется в основном внешними факторами. В своих работах, в том числе в программной книге «Деятельность, сознание, личность» (1975), учёный декларировал тезис: «В современном мире психология выполняет идеологическую функцию и служит классовым интересам; не считаться с этим невозможно».
В 1950 году на «Павловской» сессии двух академий Б. М. Теплов упрекнул в том числе и А. Н. Леонтьева в том, что «…нельзя найти достаточно последовательной и развернутой работы по перестройке психологии на основе учения Павлова»:

В книге А. Н. Леонтьева «Очерк развития психики» (1947), посвящённой развитию психики от её возникновения у низших животных до сознания человека социалистического общества, имя Павлова упоминается лишь два раза, и притом по частным поводам. Хотя по сути некоторые из идей А. Н. Леонтьева ведут своё начало от Павлова, но об этом в данной книге ни слова не говорится, так как раздел, посвящённый учению Павлова, имевшийся в докторской диссертации автора (защищена в 1941 г.), не попал в книгу, о которой идёт речь, хотя она излагает эту диссертацию.— Научная сессия, посвящённая проблемам физиологического учения академика И. П. Павлова. Вступительное слово. Доклады. Постановление. М.; Л.. 1950, с. 155

## Основные работы
- Развитие памяти: Экспериментальное исследование высших психологических функций. — М.-Л.: Государственное учебно-педагогическое издательство, 1931.
- Восстановление движения. — М., 1945 (в соавт. с А. В. Запорожцем)
- К вопросу о сознательности учения, 1947.
- Психологические вопросы сознательности учения [yanko.lib.ru/books/psycho/leontyev-psychology.htm#_Toc121381140 idem] // Известия АПН РСФСР. — М., 1947. — Вып. 7.
- Очерк развития психики. — М., 1947
- Анализ системного строения восприятия: Сообщение V: О механизме звуковысотного анализа слуховых раздражителей // Доклады АПН РСФСР, 1958, № 3, с. 43—48 (совм. с О. В. Овчинниковой).
- Психологическое развитие ребёнка в дошкольном возрасте // Вопросы психологии ребёнка дошкольного возраста. — М.-Л., 1948
- Ощущение, восприятие и внимание детей младшего школьного возраста // Очерки психологии детей (мл. шк. возраст). — М., 1950
- Умственное развитие ребёнка. — М., 1950
- Проблемы развития психики. — М., 1959; 4-е изд. 1981 (Предисловие, оглавление, комментарии)
- О формировании способностей // Вопросы психологии, 1960, № 1, с. 7—17.
- Биологическое и социальное в психике человека // Вопросы психологии, 1960, № 6, с. 23—38.
- Психология человека и технический прогресс. — М., 1962 (в соавт.)
- Потребности, мотивы и эмоции. — М., 1973
- Деятельность. Сознание. Личность (idem). — М., 1977
- Воля, 1978
- Категория деятельности в современной психологии // Вопросы психологии, 1979, № 3
- [yanko.lib.ru/books/psycho/leontyev-psychology.htm Избранные психологические произведения] (idem — Оглавление, От составителей, Введение, Аннотация & Комментарии: т. 1, т. 2), 1983; В 2-х т. Том 1 и 2.
- Проблема деятельности в истории советской психологии // Вопросы психологии, 1986, № 4
- Дискуссия о проблемах деятельности // Деятельностный подход в психологии: проблемы и перспективы. — М., 1990 (соавт.).
- Лекции по общей психологии, 2000
- In English: Alexei Leont’ev archive @ marxists.org.uk: Activity, Consciousness, and Personality, 1978 & Activity and Consciousness, 1977
- Парапсихология / Зинченко В. П., Леонтьев А. Н. // Отоми — Пластырь. — М. : Советская энциклопедия, 1975. — (Большая советская энциклопедия : [в 30 т.] / гл. ред.  А. М. Прохоров ; 1969—1978, т. 19).